# إرنست بروملي
إرنست بروملي (بالإنجليزية: Ernest Bromley)‏ هو ناشط سلام أمريكي، ولد في 14 مارس 1912، وتوفي في 17 ديسمبر 1997.